# Mick Mulder
Mick Mulder (Austerlitz, 10 augustus 1991) is een Nederlands acteur.
Hij is bekend geworden van zijn hoofdrol in De Daltons, waarin hij de zesjarige Tim speelt. In 2007 was hij hier weer in te zien.
Verder heeft hij kleinere rollen gehad in films en televisieseries.

## Filmografie
- 1999 - De Daltons - Tim
- 2001 - Baby Blue - Jacob
- 2003 - Wet & Waan: Vrijdagvoordeel - Stijn
- 2006 - IC: Twee Moeders - Michiel
- 2007 - De Daltons, de jongensjaren - Tim
- 2008 - Flikken Maastricht - Martijn